# Lý Ngọc Kiệt
Lý Ngọc Kiệt (tiếng Trung: 李玉杰; bính âm: Lǐ Yùjié; sinh tháng 12 năm 1962) là phó đô đốc của Quân Giải phóng Nhân dân, tham mưu trưởng Hải quân Giải phóng Nhân dân kể từ tháng 12 năm 2019. Ông là đại diện của Đại hội Đảng Cộng sản Trung Quốc lần thứ XIX.